# Kurdějov
Kurdějov är en ort i Tjeckien.   Den ligger i distriktet Okres Břeclav och regionen Södra Mähren, i den sydöstra delen av landet, 210 km sydost om huvudstaden Prag. Kurdějov ligger 227 meter över havet och antalet invånare är 353.
Terrängen runt Kurdějov är platt.Runt Kurdějov är det ganska tätbefolkat, med 100 invånare per kvadratkilometer. Närmaste större samhälle är Hustopeče, 2,7 km sydväst om Kurdějov. Trakten runt Kurdějov består till största delen av jordbruksmark.